# 정이안 (가수)
정이안은 대한민국의 음악 프로듀서다. 2007년 데미갓 싱글 앨범 [Prayer]로 데뷔했다.

## 방송
- 김태원석함 (2020)